# Diederik Johan van Hogendorp

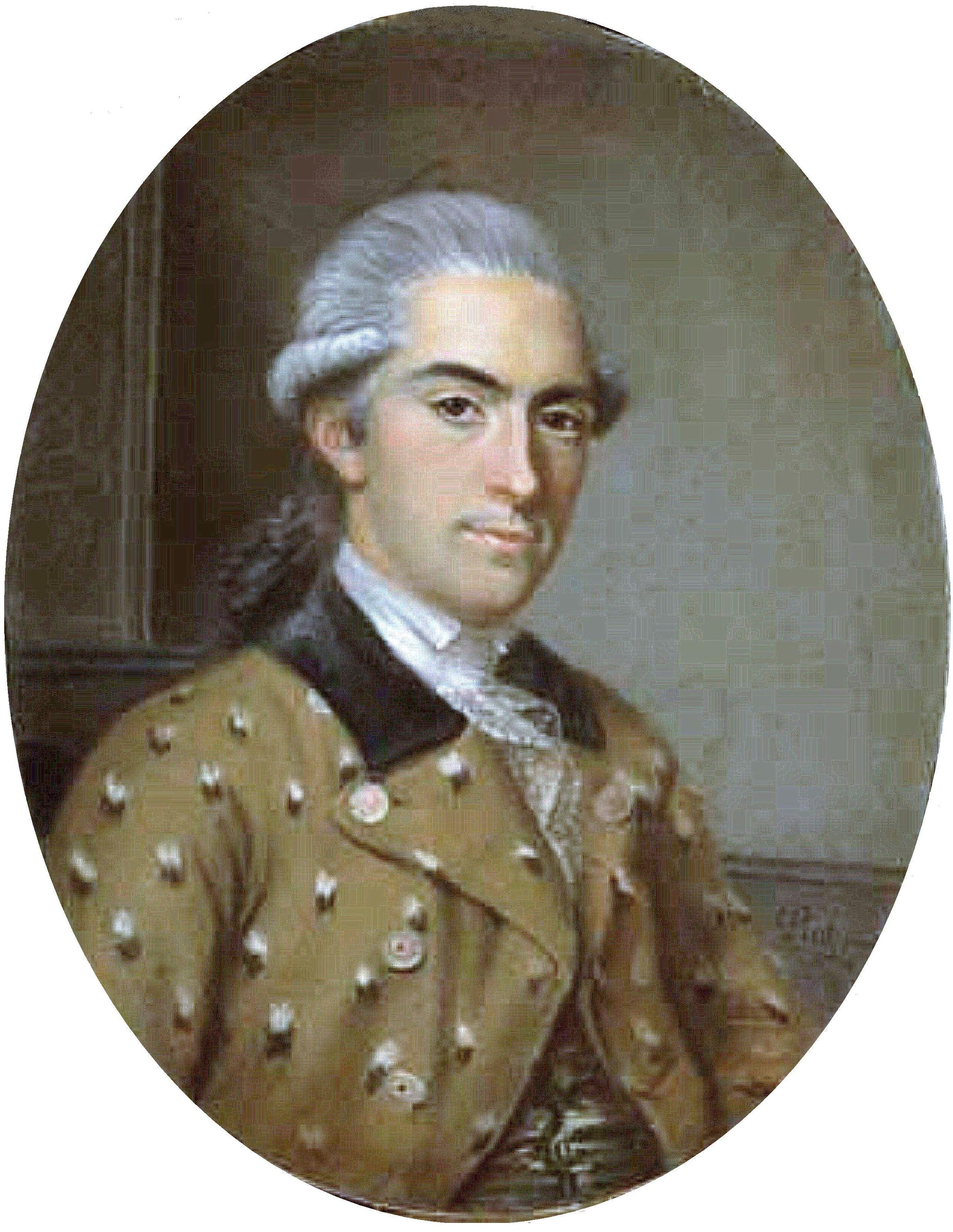
Mr Diederik Johan Graaf Van Hogendorp Van Hofwegen (1754-1803)

Diederik Johan van Hogendorp (Den Haag, 23 april 1754 – Amsterdam, 25 maart 1803), uit het Rotterdamse geslacht Van Hogendorp was Rijksgraaf van Hogendorp en heer van Hofwegen, Tilburg en Goirle (1788-1794). Van Hogendorp was commissaris (1776) en schepen (1782) te Amsterdam, bewindhebber bij de West-Indische Compagnie (1780) en directeur bij de Sociëteit van Suriname (1787-1791).

## Levensloop
Van Hogendorp, geboren in Den Haag, studeerde rechten in Leiden. Hij ging wonen aan de Herengracht in Amsterdam, maar was ook eigenaar van de Hofstede Spiegelenburg, onder Bloemendaal (1780-1794) en het Kasteel van Tilburg. In Amsterdam werd hij lid van de schutterij. 
In 1775 trouwde hij met Margaretha Johanna Munter (1752-1803), uit welk huwelijk drie zonen werden geboren: Diederik Johan François, Johan Andries en Gijsbertus Jacobus van Hogendorp van Hofwegen. 

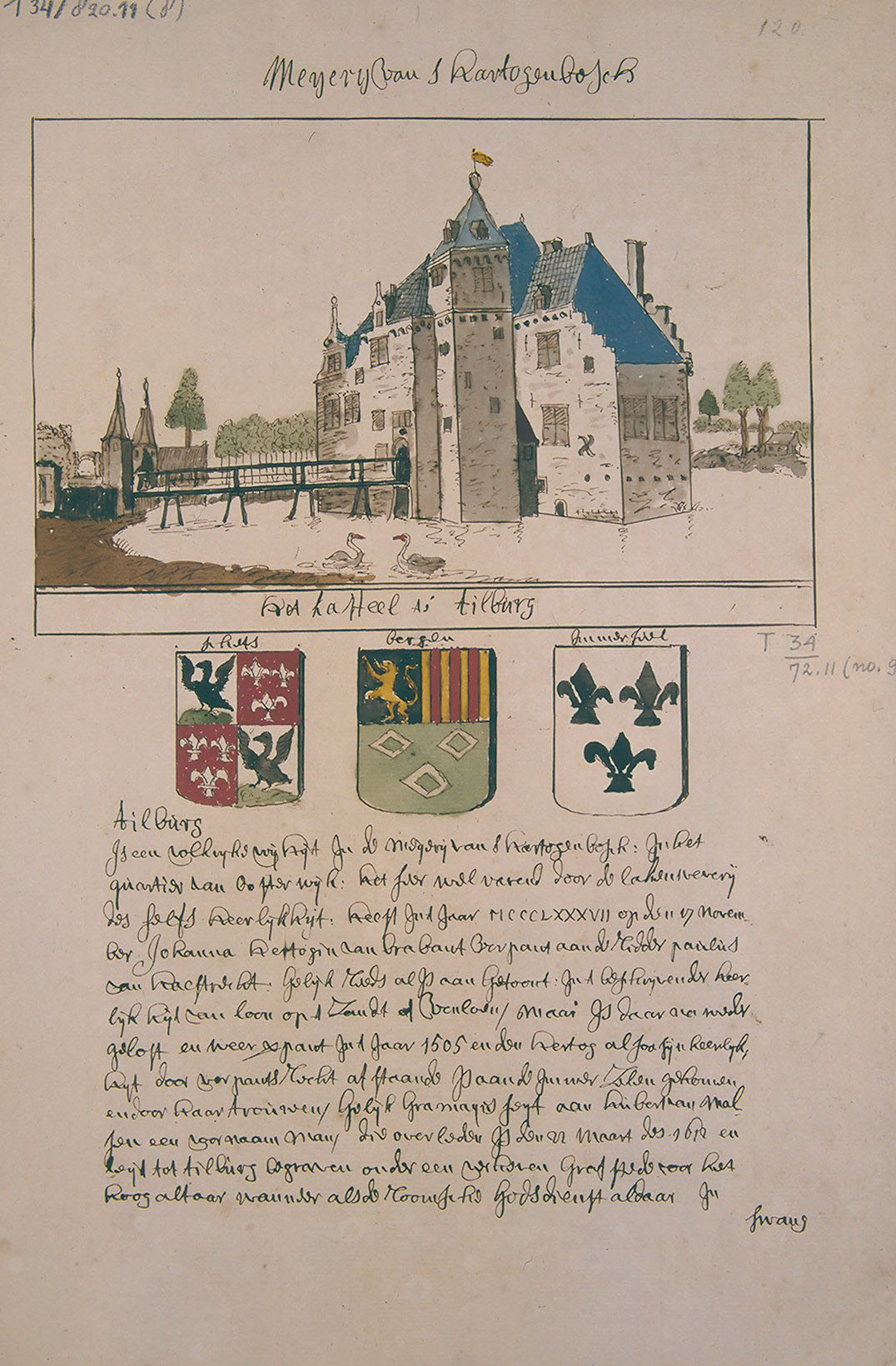
Het Kasteel van Tilburg werd van 1754 tot 1858 bewoond door de familie Van Hogendorp (Atlas Schoemaker, begin 18e eeuw)

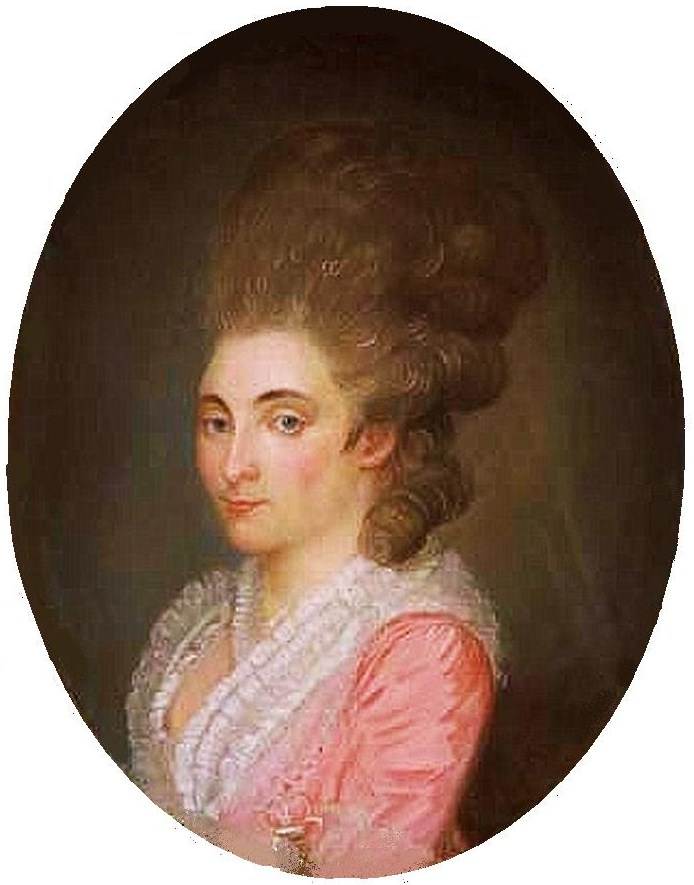
Mevr. Margaretha Johanna Munter (1752-1803)

### Patriottisme
Van Hogendorp gold als een van de voormannen van de gematigde patriotten. Vanwege zijn patriottische gezindheid werd hij in 1787 door prins-erfstadhouder Willem V afgezet als schepen en uit het gewest verbannen. Eeder dat jaar was hij benoemd tot directeur van de Sociëteit van Suriname. 
Van Hogendorp vestigde zich op de Heihoef in Tilburg. Na het uitbreken van de Brabantse omwenteling in 1787 voegde Pieter Vreede zich bij hem.
In 1788 verbleef Van Hogendorp in Brussel of Sint-Omaars om overleg te plegen met Court Lambertus van Beyma en Robert Jasper van der Capellen van de Marsch over de hoogte van de uitkering aan gevluchte patriotten. In datzelfde jaar werden er al plannen gesmeed om met een leger de Republiek te bezetten. In 1793 zou pas een oorlogsverklaring worden uitgegeven tegen Willem V en daadwerkelijk binnengevallen.
Van Hogendorp investeerde vanuit Brussel in een appartementencomplex in Parijs, samen met een aantal vooraanstaande patriotten en behartigde samen met Joan Geelvinck de belangen van de Nederlandse patriotten bij het Franse ministerie. In december 1788 werd een commissie in het leven geroepen om de onenigheid tussen de aristocraten en de democraten te slechten. De aristocraat Van Hogendorp was voor de democraten niet echt acceptabel als patriot. 
Samen met Johan Valckenaer, Bernardus Blok, Jan Bernd Bicker en anderen was Van Hogendorp aanwezig bij de opening van de Staten-Generaal in Versailles op 5 mei 1789 door Lodewijk XVI.

### Franse tijd
In februari 1795, na de vlucht van Willem V naar Engeland, vaardigde Van Hogendorp zijn zoon, Diederik Johan François, af naar de Staten-Generaal in Den Haag.
Van Hogendorp overleed te Amsterdam in 1803.

## En daarna
In 1814, aan het einde van de Franse tijd, werd de familie Van Hogendorp in de adelstand verheven door de uit Engeland gekomen Willem I. 
Van Hogendorps zoon Gijsbertus Jacobus streed mee tegen de Fransen in de eindslag bij Waterloo (1815).